# Nekrolog 1228
Nekrolog
◄◄
| ◄
| 1224
| 1225
| 1226
| 1227
| 1228 | 1229 | 1230 | 1231 | 1232 | ► | ►►
Weitere Ereignisse | Allgemeiner Nekrolog 1228
Die Beschreibung der verstorbenen Person sollte so kurz wie möglich gehalten sein und nur deren signifikante Tätigkeit(en) enthalten.
Neue Namen ggf. auch unter dem Geburts- und Sterbedatum, also etwa unter 1. Januar und im Geburts- und Sterbejahr (2024) eintragen (nur bei entsprechender großer Wichtigkeit). Für Beispiele siehe die schon vorhandenen Artikel.
Außerdem über die fünf zuletzt Verstorbenen, zu denen es einen ausreichend guten Artikel für eine Präsentation auf der Hauptseite gibt, nach der todesbedingten Überarbeitung der Artikel ggf. auch unter Wikipedia Diskussion:Hauptseite informieren und sie am besten auch in den anderen Wikipedia-Sprachversionen eintragen. Tipp: Regelmäßig bei news.google.de nach „ist tot“, „gestorben“ oder „verstorben“ suchen.
Wenn eine Person gestorben ist, gibt es viele Seiten zu dieser Person in der Wikipedia, die davon auch betroffen sind und entsprechend aktualisiert werden müssen. Beispiele: Namenübersichtsseite, Geburtsjahr, Geburtsort-Seiten und viele mehr.
Wie finde ich die betroffenen Seiten?
Im Suchfeld auf der linken Seite gibt man den Suchbegriff so ein: „Vorname Nachname“. Dann klickt man auf Volltext und alle Seiten mit entsprechendem Suchtext werden aufgerufen. Hier sieht man dann schnell, wo auch das Todesjahr Sinn macht oder sogar ein Teil des Artikels angepasst werden muss. Auch hilft das „Werkzeug“ auf der linken Seite sehr gut, um solche Seiten aufzufinden: „Links auf diese Seite“. Somit ist die Wikipedia wieder aktuell in allen Bereichen! Hinweis: bei Eintragung der Kategorie „Gestorben JAHR“ wird der Missbrauchsfilter 49 ausgelöst, was jedoch nicht schlimm ist. Siehe: Spezial:Missbrauchsfilter/49
Dies ist eine Liste von im Jahr 1228 verstorbenen bekannten Persönlichkeiten. Die Einträge erfolgen innerhalb der einzelnen Daten alphabetisch sortiert. Tiere sind im Nekrolog für Tiere zu finden.

## Januar
| Tag        | Name               | Beruf, bekannt als                                                                  | Alter | Beleg |
| ---------- | ------------------ | ----------------------------------------------------------------------------------- | ----- | ----- |
| 13. Januar | Jutta von Huy      | mittelalterliche Wohltäterin, christliche Mystikerin und römisch-katholische Selige |       |       |
| 31. Januar | Guido von Montfort | Graf von Sidon, Herr von Castres, La Ferté-Alais und Brétencourt                    |       |       |
| Januar     | Robert             | lateinischer Kaiser von Konstantinopel (1217–1228)                                  |       |       |

## Februar
| Tag         | Name        | Beruf, bekannt als | Alter | Beleg |
| ----------- | ----------- | ------------------ | ----- | ----- |
| 17. Februar | Heinrich I. | Graf von Schwerin  |       |       |

## April
| Tag                            | Name         | Beruf, bekannt als    | Alter | Beleg |
| ------------------------------ | ------------ | --------------------- | ----- | ----- |
| einige Tage nach dem 25. April | Isabella II. | Königin von Jerusalem |       |       |

## Juni
| Tag      | Name               | Beruf, bekannt als         | Alter | Beleg |
| -------- | ------------------ | -------------------------- | ----- | ----- |
| 9. Juni  | Reginald de Braose | anglonormannischer Adliger |       |       |
| 18. Juni | Mathilde I.        | Herrin von Bourbon         |       |       |

## Juli
| Tag      | Name                 | Beruf, bekannt als                              | Alter | Beleg |
| -------- | -------------------- | ----------------------------------------------- | ----- | ----- |
| 9. Juli  | Stephen Langton      | englischer Theologe                             |       |       |
| 18. Juli | Heinrich             | Markgraf von Istrien-Krain sowie Graf von Stein |       |       |
| 30. Juli | Guido II. von Assisi | Bischof von Assisi                              |       |       |

## September
| Tag           | Name                       | Beruf, bekannt als         | Alter | Beleg |
| ------------- | -------------------------- | -------------------------- | ----- | ----- |
| 15. September | Heinrich I. von Zipplingen | Fürstbischof von Eichstätt |       |       |

## Oktober
| Tag         | Name                  | Beruf, bekannt als                                     | Alter | Beleg |
| ----------- | --------------------- | ------------------------------------------------------ | ----- | ----- |
| 31. Oktober | Eustace de Fauconberg | Lord High Treasurer von England und Bischof von London |       |       |

## November
| Tag          | Name                                 | Beruf, bekannt als                               | Alter | Beleg |
| ------------ | ------------------------------------ | ------------------------------------------------ | ----- | ----- |
| 6. November  | Lambert von Barmstede                | holsteinischer Adliger und Bischof von Ratzeburg |       |       |
| 29. November | Heinrich der Grausame von Österreich | Herzog von Österreich und der Steiermark         |       |       |

## Dezember
| Tag          | Name                      | Beruf, bekannt als                                                     | Alter | Beleg |
| ------------ | ------------------------- | ---------------------------------------------------------------------- | ----- | ----- |
| 4. Dezember  | Bruno II. von Porstendorf | römisch-katholischer Geistlicher; Bischof von Meißen (1209–1228)       |       |       |
| 16. Dezember | Beatrix                   | Dauphine von Viennois, Gräfin von Albon, Grenoble, Oisans und Briançon |       |       |
| 17. Dezember | Geoffrey de Burgh         | Bischof von Ely                                                        |       |       |
| 25. Dezember | Gottfried II. von Admont  | salzburgischer römisch-katholischer Geistlicher                        |       |       |

## Datum unbekannt
| Tag | Name                           | Beruf, bekannt als                                                          | Alter | Beleg |
| --- | ------------------------------ | --------------------------------------------------------------------------- | ----- | ----- |
|     | Gerlach                        | erster Abt des Klosters Milevsko in Böhmen; Chronist böhmischer Geschichte  |       |       |
|     | Gottfried I. von Villehardouin | Fürst von Achaia                                                            |       |       |
|     | Guerau                         | Vizegraf von Cabrera und Áger, Graf von Urgell                              |       |       |
|     | Heinrich I.                    | erster Graf der Grafschaft Zweibrücken                                      |       |       |
|     | Hugo I.                        | Graf von Montfort-Feldkirch aus dem Geschlecht der Pfalzgrafen von Tübingen |       |       |
|     | Kojata IV. von Hrabischitz     | böhmischer Adeliger aus dem Geschlecht der Hrabischitz                      |       |       |
|     | Maria von Courtenay            | lateinische Regentin von Konstantinopel (1227–1228)                         |       |       |